# Egon Rheinberger
Pour les articles homonymes, voir Rheinberger.
Egon Rheinberger, né le 14 janvier 1870 à Vaduz et mort le 25 juillet 1936 à Balzers, est un sculpteur, peintre et architecte liechtensteinois.

## Biographie
Egon Rheinberger est né le 14 janvier 1870 dans la Rotes Haus (Vaduz) (de). Il est le fils de Peter Rheinberger, ancien capitaine de l'armée du Liechtenstein, technicien d'État à la naissance de son fils, et de sa femme Theresia (née Rheinberger). Il a trois sœurs, dont l'écrivaine Hermine Rheinberger (en). 
Après avoir fréquenté le lycée de Feldkirch, il entreprend des études d'art à Munich où il est soutenu par son oncle, le musicien Josef Rheinberger et la femme de celui-ci, l'écrivaine Franziska von Hoffnaaß (de). Après avoir terminé avec succès ses études, il travaille pendant une courte période comme sculpteur à Munich. Après un voyage en Italie avec son collègue artiste Georg Wrba, il retourne à Munich, puis après quelques mois, en 1899, il commence à travailler comme peintre, sculpteur et architecte pour le prince Jean II et le comte Johann Nepomuk Wilczek. En Basse-Autriche, il effectue des travaux sur le château de Liechtenstein et sur le château de Kreuzenstein et reçoit une haute distinction pour l'exécution du bergfried du château de Liechtenstein. Il a également fait des suggestions pour la restauration du château de Vaduz, mais celles-ci n'ont été que partiellement prises en compte.
De 1902 à 1910, il est membre suppléant et de 1914 à 1918 membre du Landtag de la Principauté de Liechtenstein. Il est également juge à la Cour princière de Vaduz de 1915 à 1919 .
Il épouse Maria Schädler, fille du médecin et homme politique Rudolf Schädler le 23 mai 1910, et aura trois fils. Son fils Hans Rheinberger (de) est ensuite devenu architecte et s'est également fait un nom en tant que conservateur de monuments. Le directeur de l'Institut Max Planck d'histoire des sciences de Berlin, Hans-Jörg Rheinberger (de), est le petit-fils d'Egon Rheinberger.